# Sédeilhac
Sédeilhac település Franciaországban, Haute-Garonne megyében. Lakosainak száma 65 fő (2022. január 1.). Sédeilhac Franquevielle, Loudet, Saint-Plancard és Villeneuve-Lécussan községekkel határos.

## Népesség
A település népessége az elmúlt években az alábbi módon változott:
| Lakosok száma | 113  | 76   | 76   | 66   | 58   | 61   | 61   | 62   | 63   | 65   |
|               | 1968 | 1982 | 1990 | 2006 | 2013 | 2015 | 2017 | 2019 | 2020 | 2022 |